# 33
33 је била проста година.

## Догађаји
- Финансијска криза у Римском царству коју карактерише пад вредности земљишта и повећање кредита.
- Брак Калигуле и Јуније Клаудиле, ћерке Марка Силана.
- Калигула је постављен за аугура уместо Друза и понтифика.
- Брак Луција Касија Лонгина и Јулије Друзиле.
- Брак Марка Виниција и Јулије Ливиле.

## Смрти
- 3. април — Исус (могући датум распећа). Други могући датуми које наводе бројни стручњаци су 7. април 30. и 6. април 31.